# Hepcat
Hepcat so ameriška ska skupina iz Južne Kalifornije, ki sta jo leta 1989 v Los Angelesu ustanovila frontman Greg Lee in klaviaturist Deston Berry. Oba sta bila navdušenca nad ska sceno začetka 1990. let, a sta se za razliko od sodobnikov usmerila v oživljanje karibskih korenin tega sloga, kot so ga igrali pionirji v 1960. letih (The Skatalites, The Wailers ipd.), z elementi soula, jazza in R&B-ja. Pridružili so se jima bobnar Greg Narvas, Raul Talavera na altovskem saksofonu, Dave Hillyard na tenorskem saksofonu in vokalist Alex Désert.
Sprva niso imeli resnejših načrtov in so igrali na priložnostnih koncertih, kjer pa so s svojim zvokom hitro pritegnili pozornost na alternativni sceni, kjer so v začetku 1990. let igrali pretežno hitrejši ska, kombiniran s kalifornijskim pop-punkom. Njihov prvi album Out of Nowhere je izšel leta 1993 pri newyorški založbi Moon Records, leta 1996 pa naslednik, Scientific, pri založbi BYO Records. Nato jih je opazila založba Epitaph, ki je preko svoje podružnice Hellcat Records izdala njihov tretji album, Right on Time (1997), ki je bil tudi komercialno najuspešnejši. Zadnji album, Push 'N Shove, je izšel leta 2000.
V tem času je postala novodobna ska scena zasičena in komercialno manj zanimiva, zato je založba Epitaph prekinila zastopstvo. Hepcat so naredili nekajletni premor v delovanju, leta 2003 pa so nadaljevali s koncertiranjem po ZDA. Nova kriza je prišla zaradi smrti basista Davida Fuentesa leta 2007, zaradi česar so spet zmanjšali aktivnost, leta 2015 pa je umrl še kitarist Aaron Owens. V zadnjih letih tako nastopajo le občasno. Marca 2024 je umrl še frontman Greg Lee.

## Diskografija
- Out Of Nowhere (Moon Records, 1993)
- Scientific (Better Youth Organization, 1996)
- Right On Time (Hellcat Records, 1997)
- Push 'N Shove (Hellcat Records, 2000)